# Stina Wahlström
Stina Margareta Wahlström, född Bäckström den 4 april 1936 i Borås, död den 21 maj 2017  i Högalids distrikt, Stockholm, var en svensk jurist och ämbetsman. 
Stina Wahlström var dotter till tandläkaren Stellan Bäckström och hans hustru Gurli, född Eliasen. Hon avlade jur.kand.-examen vid Lunds universitet 1961 och gjorde därefter tingstjänstgöring vid Medelpads västra domsaga och Södra Roslags tingsrätt 1961–1964. Hon var  avdelningsdirektör vid Invandrarverket 1969–1971 och därefter kansliråd och senare departementsråd i Inrikesdepartementet. Hon var expeditionschef i Arbetsmarknadsdepartementet 1979–1989, generaldirektör för Datainspektionen 1989–1992 och justitieombudsman 1992–1997. Hon var gift med Ulf Wahlström och fick med honom två söner. Stina Wahlström är gravsatt i Högalids kolumbarium i Stockholm.